# Geal chàrn
Geal chàrn är ett berg i Storbritannien.   Det ligger i kommunen Highland och riksdelen Skottland, i den norra delen av landet, 700 km norr om huvudstaden London. Toppen på Geal chàrn är 821 meter över havet, eller 163 meter över den omgivande terrängen. Bredden vid basen är 7,1 km.
Terrängen runt Geal chàrn är huvudsakligen kuperad.Runt Geal chàrn är det mycket glesbefolkat, med 3 invånare per kvadratkilometer. Närmaste större samhälle är Aviemore, 19,2 km väster om Geal chàrn. I omgivningarna runt Geal chàrn växer i huvudsak blandskog.